# Gonzaga (Santos)

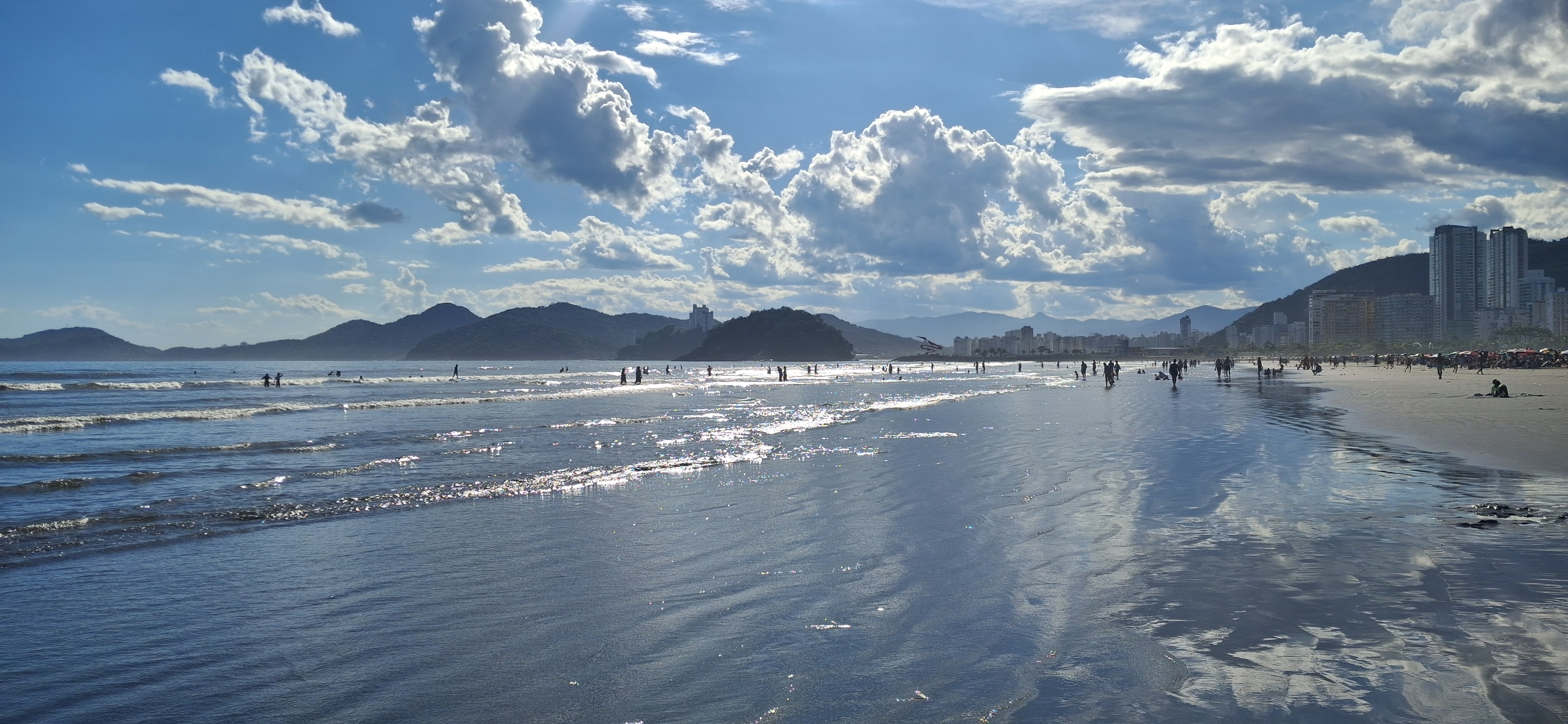
Foto tirada da Praia de Gonzaga.

O Gonzaga é um bairro nobre da cidade de Santos. A Praça da Independência,  situada no Gonzaga é um ponto de referência do bairro, local onde são feitas manifestações, apresentações e comemorações.

O bairro do Gonzaga, fica delimitado pela orla da praia, os canais 2 e 3, e pela Avenida General Francisco Glycerio. Seus principais atrativos são três shoppings, sorveterias, a Praça da Independência, cinemas, lojas, galerias, comércio, restaurantes.

## História
Surgido em 1889, o bairro deve seu nome a um bar pertencente a Luís Antônio Gonzaga, o Bar do Gonzaga, situado na avenida da praia. O local era ponto de referência para os bondes que ligavam as praias ao centro. O bar tornou-se ponto para os passageiros. E assim o bairro ganhou esse nome.
Uma importante referência ao bairro se da ao Parque Balneário, que no inicio do século XX era usado para festas, cassino, shows e recepções da alta sociedade santista, até ser demolido na década de 70 para reaproveitamento da área num complexo com prédios residenciais, o primeiro Shopping da cidade e um edifício hoteleiro moderno.
Inaugurado em 29 de novembro de 1977, o Shopping Parque Balneário foi um marco para o desenvolvimento do comércio no bairro do Gonzaga e para a cidade Santos. O pioneirismo também se deu em acessibilidade. O Shopping Parque Balneário foi o primeiro edifício na cidade a ter uma rampa de acesso. 
Nos anos 80 foi construido o segundo shopping do bairro chamado Miramar, que também comporta hotel 3 e 5 estrelas. Em 2010 foi construido o Pátio Iporanga, com lojas, cinemas e escritórios comerciais que fizeram quadruplicar o número de lojas com produtos e serviços diversificados que contribuem na transformação do Gonzaga em polo comercial e turístico.
O bairro do Gonzaga também é conhecido como um local onde as pessoas buscam boa comida, cultura, entretenimento, moda e diversão.
Com avenidas movimentadas, shoppings, hotéis, cinemas, praia e as famosas Praça da Independência e Praça das Bandeiras que fazem parte do cotidiano da cidade, o Gonzaga representa o cartão-postal de Santos. Uma paisagem que contagia quem passa pelo calçadão, com um toque histórico do bonde.